# Тэмма Сибуя

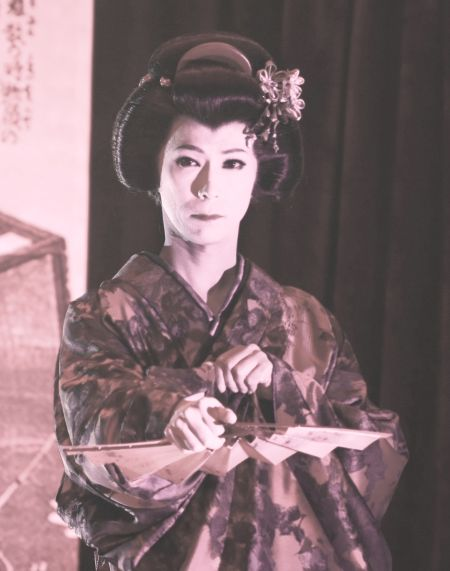
Танцующий японский классический танец Тэмма Сибуя (женский персонаж)

Тэмма Сибуя (яп. 渋谷天馬, кит. 澀谷天馬, англ. Tenma Shibuya, другие имена: Shibuya’ Tenma, Segu Tianma, род. 13 января 1969) — японский актёр, танцор японских классических танцев, активист культурного обмена. В основном ведёт свою деятельность в Китае. Родился в префектуре Сайтама, но в 1989 уехал учиться в Америку. С 1993 Сибуя ведёт актёрскую карьеру. На ранних этапах появлялся в ряде японских фильмов, спектаклей и телевизионных сериалов. В 2006 36-летний Сибуя впервые посетил Китай, где его затянуло в китайский шоу-бизнес. В 2008 Сибуя сыграл полковника Сато, одного из антагонистов в «Ип Ман (фильм)», гонконгском фильме о кунг-фу, выигравшем награду за лучший фильм 28-й Гонконгской кинопремии. В 2011 он снимался в популярном китайском телевизионном сериале «Jieqiang», в котором успешно сыграл Като, персонажа, который в одночасье принёс ему известность во всём Китае. 
Он появился в фильме № 1 2014 года «KANO» в истории доходов кассовых сборов Тайваня. В 2017 году он появился в российской национальной телевизионной драме «Зорге». В 2018 году в Китае, США, Корее был выпущен совместный трёхсторонний фильм «Воздушный удар (фильм)): 大 轟炸» (художественный руководитель: Мел Гибсон, в ролях: Брюс Уиллис, Лю Е, Адриан Броди, Сонг Сын Хон и т. д.) Играет роль пилота Zero Fighter как единственного главного японского актёра в пьесе «Воздушный удар».
До сих пор Сибуя появлялся в более 100 постановках, включая фильмы, телевизионные сериалы и спектакли в Японии, Китае, Гонконге, Тайване, США и России, завоёвывая популярность в Азиатском регионе, особенно в районах, говорящих на китайском языке. В дополнение к своей актёрской деятельности он уже более 20 лет занимается классическими японскими танцами и пишет песни. Кроме того, более 25 лет Сибуя занимается поддержкой культурного обмена между странами. Он на добровольных началах преподавал японский язык в старших классах в Юджине, штат Орегон, организовывал классы японского танца для иностранцев, проводил мероприятия, способствующие культурному обмену. В 2009 он основал некоммерческую организацию, направленную на содействие культурному обмену между Японией и Китаем. В настоящее время он является генеральным директором этой организации и главой пекинского филиала.

## Ранние годы
Тэмма Сибуя родился 13 января 1969 года в Сайтама, Япония. В детстве он был скромным ребёнком и любил проводить время за чтением и игрой на гитаре. В 1989 он отправился в США, чтобы учиться в Орегонском Университете. Он вернулся в Японию в 1991, когда умерла его мама. Во время подготовки к возвращению в США у него внезапно прихватило поясницу, что заставило его задержаться до полного выздоровления, которое заняло шесть лет. По мере облегчения боли в спине благодаря лечению и терапии он набирался решимости стать актёром, после чего поступил в актёрскую школу.

## Карьера в индустрии развлечений
Сибуя начал свою актёрскую карьеру в 1993 году. В его планах было вести работу по всему миру, но до тех пор, пока не появится подходящая возможность, он решил накапливать опыт, работая в Японии. Помимо ежедневных занятий актёрским мастерством, Сибуя оттачивал своё мастерство и другими способами: посещал класс Метода актёрской игры, который вела Йоко Нарахаси, впоследствии ставшая заметной фигурой японской киноиндустрии в United Performers’Studio, сотрудничающей с актёрской студией Нью-Йорка (позже Метод стал основной актёрской техникой Сибуя); класса киноискусства в профессиональном кинематографическом колледже, основанном Гендзи Накамура, режиссёром, снявшим более 40 фильмов; класса традиционных японских танцев Нисикава Казума, мастера школы Нисикава; класса вокальной подготовки в AK MUSIC со специализацией в опере, шансоне и поп музыке. Иногда Сибуя исполнял песни своего собственного сочинения, играя на гитаре. В ранней фильмографии актёра присутствует ряд инди фильмов, он также был приглашённым актёром в нескольких кинопроектах, что позволило ему выработать свой стиль игры. В тот же период он попробовал себя в кинопроизводстве. Сибуя стремился к саморазвитию изо дня в день.
Его коммерческий дебют состоялся в 1995 году в фильме «Sadistic Song» режиссёра Гэндзи Накамура. В 1997 он начал театральную деятельность. В марте он участвовал в знаменитом балете «Болеро», поставленном хореографом Морисом Бежаром и режиссёром Сиро Мизосита из Токийского Балета в концертном зале Токио Бунка Кайкан. В июле он принял участие в «Принцессе Саё» в качестве актёра и танцора народных танцев. В августе 1997 Сибуя стал вторым режиссёром в известном бродвейском мюзикле «Энни получает ваше оружие», который шёл в театре Тюнити в Нагоя. На следующий год у него, наконец, появилась возможность поработать с известным театральным режиссёром. Он прошёл прослушивание и сыграл Капулетти в «Ромео и Джульетте» режиссёра Юкио Нинагава. С 1997 по 1998 он играл главную роль в посвящённом защите окружающей среды мюзикле «Лес Кумагон» театральной труппы Фурукяра, который был представлен в 8 районах Японии. Его кинематографическая карьера также продолжалась. В 2001 Сибуя получил роль в «Братстве якудзы: Война кланов» от известного режиссёра Такаси Миикэ, где он сыграл члена мафии, поддержавшего своего главаря, сыгранного Наото Такэнака. В это время Сибуя играл только небольшие роли: детективов, гангстеров, врачей, адвокатов. Проект «Яблочное зёрнышко» впервые познакомил его с компьютерной анимацией. Хотя в титрах указано, что он сыграл отрицательного героя генерала Урана, на самом деле, он играл как минимум четверых, включая механического доктора, предателя из отряда, и мужчину, устроившего драку в баре. Его игра была записана и позже переработана в анимацию через технику «захвата движения». Режиссёром фильма выступил Синдзи Арамаки, и в 2004 он вышел в прокат по всему миру.
В 2006 Сибуя переехал в Китай и планировал начать выступать, но языковой барьер сдерживал его. После 6-месячного изучения севернокитайского языка в Пекинском Университете Языка и Культуры он наконец официально начал свою актёрскую карьеру в мире китайского шоу-бизнеса. Осенью 2006 он снялся в своей первой китайской телевизионной драме «Caoyuan chun lai zao» и сыграл реального исторического персонажа Сёдзи Канаи. В следующем году он снялся в китайском фильме «Feihuduidiezhan», режиссёром которого выступил Ли Шу. В титрах его имя шло сразу же за именем актёра, сыгравшего главную роль. Через два года этот фильм стал самой часто повторяемой программой года, транслировавшейся по главному китайскому киноканалу CCTV-6.
В 2008 Сибуя снялся в кунг-фу фильме режиссёра Уилсона Ипа «Ип Ман (фильм)) », который выиграл награду за лучший фильм 28-й Гонконгской кинопремии. Его роль хладнокровного и хитрого злодея полковника Сато заработала ему не только репутацию среди профессионалов, но и признание широкой публики. Режиссёр Уилсон, заметив бурную реакцию зрителей и успех фильма, даже в полушутливом тоне предупредил его держаться подальше от кинотеатров.
В 2009 Сибуя получил возможность сыграть в своей первой костюмированной телевизионной драме «Yangguifeimishi», режиссёром которой выступил Ю Сяоган, а главные роли сыграли Инь Тао и Энтони Вонг. Действие сериала происходило в Китае династии Тан, а Сибуя сыграл древнекитайского персонажа, завоевав любовь тысячи зрителей по всему Китаю.
В 2010 Сибуя получил главную роль в фильме «Shenhe». Его герой, орнитолог Минэцугу Ёсида, приехал на озеро Чжалун, чтобы найти двух пропавших из Японии журавлей. Весь фильм был снят в Цицикаре, северо-восточном китайском городе, где температура во время съёмок опускалась до −30˚C. Следующий сериал Сибуя, «Jieqiang» был и коммерчески успешен и хорошо встречен критиками. Его персонаж, хитрый и эмоциональный антагонист Като Кэйдзи, был отмечен критиками как дьявольский и завораживающий. Сериал не только был на первом месте по рейтингу популярности на следующий год, но и стал самым продаваемым проектом в истории китайских телешоу. Участие в таких проектах, как «Ип Ман» и «Jieqiang» сделало Сибуя одним из самых популярных японских актёров в Китае. По мере того, как его работы транслировались в других странах, он завоёвывал популярность по всему миру.
В 2011 Сибуя получил возможность сняться в одной сцене с обладателем Оскара Кристианом Бэйлом в фильме «Цветы войны». Это было сразу после успешной трансляции «Jieqiang», так что они быстро привлекли внимание китайских СМИ.
Сериал «Daxifa», вышедший в 2012, дал Сибуя шанс сыграть уникального, сложного персонажа. Роль японского мага Муто, который прибыл в Китай, чтобы украсть документ, скрывающий секрет китайской традиционной магии, серьёзно отличается от солдатских ролей, к которым привык Сибуя. По ходу истории, которая охватывает временной промежуток с 20-х по 40-е годы, Сибуя примеряет образы честного молодого человека, сексуальной танцовщицы театра Кабуки, фокусника, показывающего трюки на сцене, старушки, сумасшедшего мужчины среднего возраста, и т. д. Серьёзным вызовом для Сибуя стала необходимость свободно говорить на мандаринском языке все 40 эпизодов. Тем не менее, Сибуя смог преодолеть все трудности и заслужил уважение своих коллег.
В 2012 Сибуя в очередной раз поразил своих фанатов, сыграв Итиро Накамура, роль второго плана в фильме «Сдавленный рёв». Отец Итиро страдает от слабоумия, развившегося как следствие военной травмы, а сам Итиро болеет гипогликемией, но вынужден продолжать ухаживать за отцом. На фоне всего этого Итиро не может решиться на свадьбу со своей давней любовью. Фильм был официально представлен на Монреальском кинофестивале в секции «Фокус на мировое кино». В фильме Сибуя говорил только на английском языке, как того требовали время и место действия фильма. Такая эмоционально глубокая роль была в новинку для Сибуя, поскольку до сих пор он играл в основном стереотипных жестоких приспешников. Несмотря на это, продюсер фильма, увидев комическую игру Сибуя в нескольких сценах сериала «Shengsixian» (2009), решила пригласить его на роль наивного молодого человека, о чём впоследствии не пожалела. Исполнитель главной роли этого фильма Ли-Чун Ли дал свою оценку игры Сибуя: «Каждый раз, когда я вижу его на съёмочной площадке, он уже полностью перевоплотился в свою роль. Он не только строг к себе и полностью погружается в игру, он также никогда не перестаёт изучать своего персонажа даже в свободное от съёмок время, он хороший актёр.» Актриса Юн Лью, исполняющая главную женскую роль, прокомментировала: «Тэмма Сибуя не только бегло говорит по-китайски, он также был моим учителем английского в фильме.»
В 2013 Сибуя снимался в фильме «Kano» и был единственным японским актёром из материкового Китая. Фильм рассказывает историю о бейсбольной команде старшей школы в Тайване. Режиссёр Умин Боя был поражён игрой Сибуя в «Ип Ман» и предложил ему роль. Сибуя был рад принять приглашение не только из-за сильного сценария, но и из-за репутации режиссёра как человека готового к сотрудничеству и прислушивающегося к чужим мнениям. В конечных титрах он указан как актёр эпизодической роли. Фильм побил рекорд по кассовым сборам в Тайване, и был также хорошо встречен в Японии, Гонконге и некоторых других странах.
В 2014 Сибуя появился в фильме «Xiaobaohelaocai». Это была его первая комедийная роль в Китае, и ему очень понравилось такое амплуа. В то время он был занят съёмками «Kano» в Тайване, но смог вырваться на один съёмочный день в Пекин. Вспомогательная роль японского полковника была довольно сложной, хоть он и появлялся всего в четырёх сценах, а съёмки заняли полдня. В конце Второй мировой войны полковник, который находился в Китае, приходит в отчаяние, убедившись в неизбежности проигрыша Японии в войне и, накануне своего отбытия в результате ожесточённых военных действий на юг, убивает героиню, что приводит к повороту сюжета. Такое амплуа требовало комичной и одновременно трагичной игры, которая была оценена как членами съёмочной группы, так и зрителями, и даже вызвала реакцию на китайском BBC. Несмотря на появление только в четырёх сценах 46-серийного сериала, Сибуя был отмечен в основном актёрском составе как актёр эпизодической роли.
Сибуя продолжил расширять спектр своих ролей в Китае через телевизионные драмы «Fenghuoshuangxiong» (2013), «Youchai» (2015) и «Tiezaishao» (2015). В «Fenghuoshuangxiong» его герой в университетские годы влюбляется в японскую девушку и теряет её в конце истории, после чего совершает самоубийство; в «Youchai» его герой связан отношениями с японской шпионкой, чья смерть заставляет его искать мести; в «Tiezaishao» он как младшего брата любит шпиона из Китая и влюбляется в китаянку, которой делает предложение, но узнав, что она шпионка, вынужден убить её. Хотя действие всех этих картин происходит во время Второй мировой войны, а герои Сибуя всегда солдаты, его игра в этих проектах позволила зрителям увидеть множество различных эмоций и по-разному выстроенных личностей, а Сибуя расширил свой набор амплуа, добавив к жестоким, сумасшедшим и комедийным ролям, сравнительно необычную для китайского представления о японцах роль японского военного, искренне полюбившего женщину, но встретившего трагический конец.
В 2015 Сибуя в поисках новых возможностей решил сыграть главную роль в «Wanfeng», выпускном проекте группы студентов из Пекинской киноакадемии. Он также помог им советами обо всех аспектах кинопроизводства. Сибуя не отдаёт предпочтения коммерческим проектам, он принимает решение о своём участии, на основании сценария, таланта и страсти съёмочной группы, не обращая внимания даже на бюджет и величину роли.
Сибуя ценит отношения с режиссёрами и съёмочной группой, поэтому часто по многу раз сотрудничает со одними и теми же режиссёрами, включая Сяо Фэна. Они поддерживали связь с тех пор, как Сибуя снимался в «Сдавленном рёве» в 2012, и четырьмя годами позже, когда Сяо Фэн снимал «(Бомбёжку) Воздушный удар (фильм)» (Dahongzha), он доверил Сибуя самую важную среди японского актёрского состава роль. Фильм продюсировали три команды — китайская, корейская и голливудская, а его бюджет составил 7 миллиардов йен. Среди консультантов были Вилмош Жигмонд, Ричард Андерсон и Роналд Басс, обладатели Оскаров в кинематографии, звуковых эффектах и сценарии, а Мел Гибсон выступил в качестве художника. Фильм рассказывает историю японской бомбёжки города Чунцина во время Второй мировой войны, и в нём снимаются актеры из разных стран — Лю Е, Фань Бинбин, Даомин Чэнь, Фань Вэй из Китая, Николас Тсе, Уильям Чан, Саймон Ям из Гонконга, Джанин Чан из Тайваня, Брюс Уиллис, Эдриен Броуди из США, Сон Сын Хон из Кореи и Сибуя из Японии. Сибуя играет лётчика-аса, который управляет истребителем Zero и сражается с китайскими боевыми самолетами. Все воздушные боевые сцены, исполненные Сибуя, были сняты в студии спецэффектов, что ограничило свободу актёрской игры. Находясь в кабине, он мог играть только мимикой. Более того, его игра полностью зависела от его воображения, так как в студии не было ни его противников, ни каких-либо предметов. Несмотря на все препятствия, игра Сибуя получила высокую оценку.
Осенью 2015 Сибуя довольно часто появлялся в Китае на ТВ. Включая повторения, пять сериалов, в которых играл Сибуя («Tiezaishao», «Ershisidaoguai», «Jieqiang», «Xuanya», «Xuebao»), транслировались по более чем десяти каналам, включая Anhui, Beijing, CCTV-8, спутниковые каналы Zhejiang, Guizhou, Xizang, Shanxi, Anhui, Tianjin. Ряд поклонников Сибуя комментировал и обсуждал его роли, особенно в последнем сериале «Tiezaishao». Они очень хвалили составленный им сложный психологический портрет человека, который должен убить любовь своей жизни. Игра Сибуя высоко ценится за его тонкую и сложную передачу эмоций. Зрители были особенно поражены сострадательным образом, созданным Сибуя, который был противоположен обычным чудовищным японским персонажам китайских постановок.
Тэмма Сибуя также часто сотрудничает с предприятиями как персонаж-символ или общественный представитель. В 2013 он посещал выставку «Большая честь встретиться с Вами»[27][28][29]. В марте 2014 он сотрудничал с брендом античных ювелирных изделий «House of Willow»[30][31]. В мае 2014 он выступал в качестве представителя «Millennium Residences Beijing» на проекте «Творческое пространство и творческий стиль жизни Тэмма Сибуя»[32][33]. В апреле 2015 он посетил «Выставку тонкой кистевой работы района искусств Иньлучи»[34][35]. В июле 2015 он участвовал в художественной выставке Чао Хонг «Объединяя Восток и Запад» и произносил там речь[36][37]. С июня по июль 2015 он являлся официальным представителем африканского художественного бренда «Африканский символ»[38][39][40][41][42][43]. В феврале 2017 он сотрудничал с маркой парфюмов RE CLASSIFIED в проекте «Тэмма Сибуя постигает древнегреческую философию через парфюм»[44][45].
Вплоть до 2016 года Сибуя появился в более 100 работ, включая фильмы, телевизионные драмы и спектакли в Японии, Китае, Гонконге, Тайване, США и России. Сегодня он признан одним из известных японских актёров в китайскоязычных регионах, особенно в материковом Китае[10]

## Фильмография

### Фильмы
| Год  | Название                      | Регион  | Режиссёр                      | Роль                           |
| ---- | ----------------------------- | ------- | ----------------------------- | ------------------------------ |
| 2017 | Воздушный удар (фильм)        | Китай   | Сяо Фэн                       | Пилот истребителя Zero Сато    |
| 2016 | Geigeliyouxian 3              | Китай   | Wang Qiang                    | Jin casino owner               |
| 2016 | Geigeliyouxian 2              | Китай   | Wang Qiang                    | Ниндзя                         |
| 2015 | Imaginary Assassin            | Китай   | Кань Жохань                   | Цудзи Масанобу                 |
| 2014 | Kano                          | Тайвань | Ма Чжисян, Вэй Дэшэн          | Представитель горожан          |
| 2013 | Xiaoxiaofeihudui              | Китай   | Цянь Сяохун                   | Ганцунь                        |
| 2012 | Chengchengfenghuo Juesha      | Китай   | Ли Цай                        | Гаоцяо                         |
| 2012 | Сдавленный рёвHushed Roar     | Китай   | Сяо Фэн                       | Итиро Накамура                 |
| 2011 | Цветы войны                   | Китай   | Чжан Имоу                     | Фугуань                        |
| 2010 | Eergunaheyouan                | Китай   | Ян Минхуа                     | Хидэо Судзуки                  |
| 2010 | Tiexuejiangqiao               | Китай   | Чжан Юйчжун                   | Кандзи Исибаси                 |
| 2010 | Shenhe                        | Китай   | Ван Цзяньвэй                  | Цзитянь Фэнцы                  |
| 2010 | Смерть и слава в Чандэ        | Китай   | Донг Шэнь                     | Ито Сабуро                     |
| 2009 | Корова                        | Китай   | Гуань Ху                      | Тэрада                         |
| 2008 | Ип Ман (фильм)                | Гонкон  | Уилсон Ип                     | Полковник Сато                 |
| 2008 | Feihuduidiezhan               | Китай   | Ли Шу                         | Сюнбэнь                        |
| 2007 | Yexi                          | Китай   | Ань Лань                      | Лейтенант Танака               |
| 2004 | Яблочное зёрнышко             | Япония  | Фумихико Сонэ, Синдзи Арамаки | Уран (захват движения)         |
| 2003 | Ichigonokakera                | Япония  | Сюн Накахара                  | Бармен                         |
| 2002 | Братство якудзы: Война кланов | Япония  | Такаси Миикэ                  | Синтани                        |
| 2002 | Hiroshimayakuzasensou         | Япония  | Тору Итикава                  | Якудза                         |
| 2002 | Bastoni                       | Япония  | Кадзухико Накахара            | Агент порноактрисы             |
| 2001 | Якудза-зомби                  | Япония  | Хирохиса Сасаки               | Якудза                         |
| 2001 | Minaminoteiou                 | Япония  | Садааки Хагинива              | Работник завода                |
| 2001 | Salarymanpachinkaergingtaro   | Япония  | Такеси Ниизато                | Секретарь                      |
| 2001 | Aokiookamitachi               | Япония  | Кэндзи Ёкои                   | Наёмный убийца                 |
| 2000 | Nikutaikeibiin                | Япония  | Наото Кумадзава               | Офисный работник               |
| 2000 | Kamome                        | Япония  | Гэндзи Накамура               | Ростовщик                      |
| 1999 | Fubundaisousa                 | Гонконг | Чжан Инхуа                    | Менеджер магазина для взрослых |
| 1998 | Hananoana                     | Япония  | Кадзусигэ Инада               | Бунтарь                        |
| 1998 | Genkinokamisama               | Япония  | Гэндзи Накамура               | Муж                            |
| 1997 | Mamushinokyoudai              | Япония  | Тору Муракава                 | Панк                           |
| 1996 | Sadistic Song                 | Япония  | Гэндзи Накамура               | Плэйбой                        |
| 1996 | Saigonoshigoto                | Япония  | Майко Иноуэ                   | Вор                            |

### ТВ
| Год  | Название                  | Регион | Режиссёр        | Роль                |
| ---- | ------------------------- | ------ | --------------- | ------------------- |
| 2016 | Зорге                     | Россия | Сергей Гинзбург | Имуро               |
| 2015 | Youchai                   | Китай  | Хэ Лю, Бай Ян   | Нобуо Мисутани      |
| 2015 | Ershisidaoguai            | Китай  | Чжан Юйчжун     | Дачуань             |
| 2015 | Tiezaishao                | Китай  | Лю Синь         | Такаги Ёсихиро      |
| 2014 | Fenghuoshuangxiong        | Китай  | Цзинь Лянянь    | Сигео Курода        |
| 2013 | Xiaobaohelaocai           | Китай  | Шан Цзин        | Цинтянь Дацзо       |
| 2012 | Xuanya                    | Китай  | Лю Цзинь        | Сабуро Сибуя        |
| 2012 | Shenmirenzhi              | Китай  | Шао Цзинхуэй    | Мацумото Горо       |
| 2012 | Haojiahuo                 | Китай  | Цзянь Чуаньхэ   | Кандзи Абэ          |
| 2011 | Dajueze                   | Китай  | Гао Цзинь       | Камэда Дзиро        |
| 2011 | Daxifa                    | Китай  | Ван Шо          | Утэн Чжан           |
| 2011 | Jiezhenguochuanqi         | Китай  | Лэй Сяньхэ      | Цзитянь/ Ёсида      |
| 2011 | Xingfumanwu               | Китай  | Цзя Ипин        | Мао Йе              |
| 2010 | Jieqiang                  | Китай  | Цзян Вэй        | Кэйдзи Като         |
| 2010 | Zhizhewudi                | Китай  | Цзянь Чуаньхэ   | Юньчуань Сюи        |
| 2010 | Woshichuanqi              | Китай  | Сюй Цзунчжэн    | Курокава            |
| 2010 | Chuanjuntuanxuezhandaodi  | Китай  | Ли Шу           | Едао Цаньгэ         |
| 2010 | Tiexuezhonghun            | Китай  | Чжоу Ючао       | Юаньтянь Дуйчжан    |
| 2009 | Shengsixian               | Китай  | Кун Шэн         | Ватанабэ Чун Лян    |
| 2009 | Yangguifeimishi           | Китай  | Ю Сяоган        | Дабань Гумалюй      |
| 2009 | Xuebao                    | Китай  | Чэнь Хаовэй     | Дубянь У            |
| 2009 | Watashigakodomodattakoro  | Япония |                 | Сяньбин Дуйюань     |
| 2008 | Didaoyingxiong            | Китай  | Дин Хэй         | Дзиро               |
| 2006 | Caoyuanchunlaizao         | Китай  | Ван Тао         | Сёдзи Канаи         |
| 2005 | Iryoushounenyinmonogatari | Япония |                 | Водитель грузовика  |
| 2004 | Kekkon                    | Япония |                 | Судебный медэксперт |
| 2003 | Kougenheirasshai          | Япония |                 | Менеджер отеля      |
| 2002 | Rakutenseikatsu           | Япония |                 | Оператор            |

## Театральная деятельность

### Театр
| Год  | Название           | Регион | Режиссёр                  | Роль           |
| ---- | ------------------ | ------ | ------------------------- | -------------- |
| 2000 | Юки-онна           | Япония | Хэйкити                   | Ohme city hall |
| 1998 | Ромео и Джульетта  | Япония | Капулетти                 | Театр Сайтама  |
| 1998 | Jidairomanboukenki | Япония | Предок и потомок (2 роли) | Театр Митака   |
| 1997 | Принцесса Саё      | Япония | Фермер                    | Храм Дзодзё    |
| 1996 | Emperor Jones      | Япония | Ростовщик                 | Театр Сайтама  |

### Мюзиклы
| Год     | Название    | Регион | Режиссёр                    | Роль                                                                                         |
| ------- | ----------- | ------ | --------------------------- | -------------------------------------------------------------------------------------------- |
| 1998-99 | Лес Кумагон | Япония | Кумагон и Хоросукэ (2 роли) | 7 региональных концертных залов (Такасаки, Матто, Сасэбо, Сэндай, Канадзава, Такасаго, Тиба) |

### Балет
| Год  | Название | Регион | Режиссёр              | Роль               |
| ---- | -------- | ------ | --------------------- | ------------------ |
| 1997 | Болеро   | Япония | Танцевальный ансамбль | Tokyo culture hall |

## Озвучивание
| Медиа                 | Название                      | Регион | Роль           | Заметки     |
| --------------------- | ----------------------------- | ------ | -------------- | ----------- |
| TV CS                 | Taiken PekinPekinPekin        | Япония | Повествование  | 16 эпизодов |
| TV CS                 | Taiken Pekinpekinpekin 2      | Япония | Повествование  | 16 эпизодов |
| TV BS                 | Chugokumenroadwoyuku          | Япония | Повествование  | 16 эпизодов |
| VP                    | Cannon                        | Япония | Повествование  |             |
| VP                    | Sharp cell phone              | Япония | Повествование  |             |
| VP                    | Happy Taobao                  | Китай  | Повествование  |             |
| VP                    | China Lianyungang             | Китай  | Повествование  |             |
| VP                    | China Jinmenqiao              | Китай  | Повествование  |             |
| VP                    | Cannon                        | Япония | Повествование  |             |
| CG animation          | Japanimation                  | США    | 4 главные роли |             |
| Фильм                 | Dongfengyu                    | Китай  | Фудзики        |             |
| Сериал                | Zhongtiankenjian              | Китай  | Такахаси       |             |
| Сериал                | Xuebao                        | Китай  | Ямамото        |             |
| CG Game Soft          | Suikoden                      | Япония | Повествование  |             |
| Эпизодическое вещание | Представление радио программы | Япония | Навигатор      |             |

## Комментарии о Тэмма Сибуя
- «В Xiaobaohelaocai, Тэмма Сибуя был высоко оценён зрителями за его навыки, накопленные благодаря упорным тренировкам, каждое его телодвижение казалось говорящим, и он поддерживал свой правдивый образ весь сериал» (интернет пользователи с NetEase.com,Inc)
- «Тэмма Сибуя не только бегло говорит по-китайски, он также был моим учителем английского в фильме Сдавленный рёв.» (Актриса, Юн Лью)
- «Каждый раз, когда я вижу его на съёмочной площадке, он уже полностью перевоплотился в свою роль. Он не только строг к себе и полностью погружается в игру, он также никогда не перестаёт изучать своего персонажа даже в свободное от съёмок время, он хороший актёр.» (Актер, Ли-Чун Ли)

## Реклама, официальное представительство
| Время          | Компания и название кампании                                                                          | Источник !                                       |
| -------------- | --- | ------------------------------------------------ |
| Февраль 2017   | Марка парфюмов RE CLASSIFIED «Тэмма Сибуя постигает древнегреческую философию через парфюм»           | [ 7 ] [ 7 ] [ 8 ] [ 9 ]                          |
| Июнь-июль 2015 | Африканский художественный бренд «Африканский символ»                                                 | [ 10 ] [ 11 ] [ 12 ] [ 13 ] [ 14 ] [ 15 ] [ 16 ] |
| Июль 2015      | Художественная выставка Чао Хонг «Объединяя Восток и Запад»                                           | [ 17 ] [ 18 ]                                    |
| Апрель 2015    | «Выставка тонкой кистевой работы района искусств Иньлучи»                                             | [ 19 ] [ 20 ]                                    |
| Май 2014       | «Millennium Residences Beijing» проект «Творческое пространство и творческий стиль жизни Тэмма Сибуя» | [ 21 ] [ 22 ]                                    |
| Март 2014      | Бренд античных ювелирных изделий «House of Willow»                                                    | [ 23 ] [ 24 ]                                    |
| Июль 2013      | Художественная выставка «Большая честь встретиться с Вами»                                            | [ 25 ] [ 26 ] [ 27 ]                             |

## Другие материалы
Фото сайт: Photozou